# Березово (Кемеровський округ)
Бере́зово (рос. Берёзово) — село у складі Кемеровського округу Кемеровської області, Росія.

## Населення
Населення — 2360 осіб (2010; 2116 у 2002).
Національний склад (станом на 2002 рік):
- росіяни — 96 %